# 71.ª edición de los Premios Óscar
La 71.ª edición de los Óscar premió a las mejores películas de 1998. Organizada por la Academia de Artes y Ciencias Cinematográficas, tuvo lugar en el Shrine Auditorium y Expo Center de Los Ángeles (Estados Unidos) el 21 de marzo de 1999.
La maestra de ceremonias fue, por tercera vez, Whoopi Goldberg.
Shakespeare in Love consiguió 7 estauillas, incluida la de mejor película. Otros ganadores fueron Saving Private Ryan con 5 galardones, La vida es bella con 3, y Affliction, Bunny, Election Night, Elizabeth, Dioses y monstruos, The Last Days, The Personals: Improvisations on Romance in the Golden Years, El príncipe de Egipto y Más allá de los sueños con 1.  
En esta edición por segunda ocasión una película  italiana vuelve a competir el  Óscar  en la categoría de  Mejor película  siendo representada esta vez por La vida es bella, desde que la película Il Postino lo hiciera por primera vez en 1995, también es la segunda película en conseguir simultáneamente una nominación en la categoría de Mejor película y Mejor película extranjera ( la primera en lograrlo fue la película Z en 1969). Además dicha película consiguió siete nominaciones lo que la convirtió en ese entonces en la película de habla no inglesa con más nominaciones  al Óscar pero  sería superada por la película 臥虎藏龍 (Wò hǔ cáng lóng)  dos años después al conseguir diez nominaciones. Roberto Benigni se convirtió en la segunda persona en recibir el  Óscar  a mejor actor por  actuar en un film dirigido por él mismo, el primero en lograr esta hazaña fue Laurence Olivier por Hamlet en 1948. Nuevamente Benigni se convirtió en la cuarta persona en conseguir nominaciones en las categorías de mejor dirección, actor y guion original por la misma película, además se convirtió en el primer actor en ganar la estatuilla por  una interpretación de habla no inglesa en su categoría. 
Por otra parte  las actrices Cate Blanchett y Judi Dench obtuvieron una nominación al Óscar por interpretar a la Reina  Isabel I en diferentes películas, siendo Judi Dench quien ganaría la estatuilla en la categoría de mejor actriz de reparto, también cabe destacar que la participación de Dench en la película Shakespeare in Love solamente es de 8 minutos siendo la segunda vez que se  premia a una actriz por una actuación breve desde que la actriz Beatrice Straight ganara un Óscar por su particicpación en la película Network que solamente consta de 6 minutos.
Finalmente tres de las cinco películas nominadas al Óscar en la categoría principal están ambientadas en la Segunda Guerra Mundial (La delgada línea roja, Saving Private Ryan y  La vida es bella respectivamente)
Esta edición también es recordada por la entrega del Óscar Honorífico para Elia Kazan que desató mucha polémica. Este momento fue criticado por los medios de comunicación quienes recordaron que Kazan delató a un grupo de figuras de Hollywood que había pertenecido junto a él al Partido Comunista durante la era del macartismo. El presidente de la Academia, el actor Karl Malden reveló al diario Daily Variety que Marlon Brando sería el que entregase el premio pero se negó por las razones ya conocidas. Finalmente el Óscar fue presentado por el actor Robert De Niro y el director Martin Scorsese. La entrega de la estatuilla tuvo una acogida dispar, actores como Warren Beatty, Kathy Bates o Meryl Streep se levantaron para ovacionar al director mientras que otros como Nick Nolte y Ed Harris se mantuvieron sentados en sus asientos sin aplaudir y con un gesto adusto. El propio Kazan, sabedor de las divisiones que producía su galardón, hizo un discurso rápido y salió rápidamente.

## Presentadores de clips de películas
| Persona         | Categoría                     |
| --------------- | ----------------------------- |
| Colin Powell    | Clip de La delgada línea roja |
| Colin Powell    | Clip de Saving Private Ryan   |
| Patrick Stewart | Clip de Elizabeth             |
| Patrick Stewart | Clip de Shakespeare in Love   |
| Sophia Loren    | Clip de La vida es bella      |

## Candidaturas y ganadores

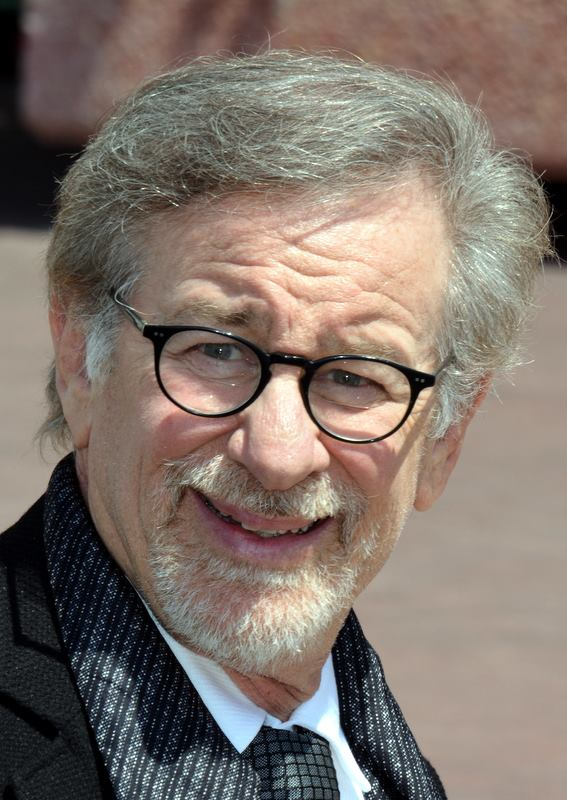
Steven Spielberg fue el ganador del Óscar al mejor director por Saving Private Ryan.

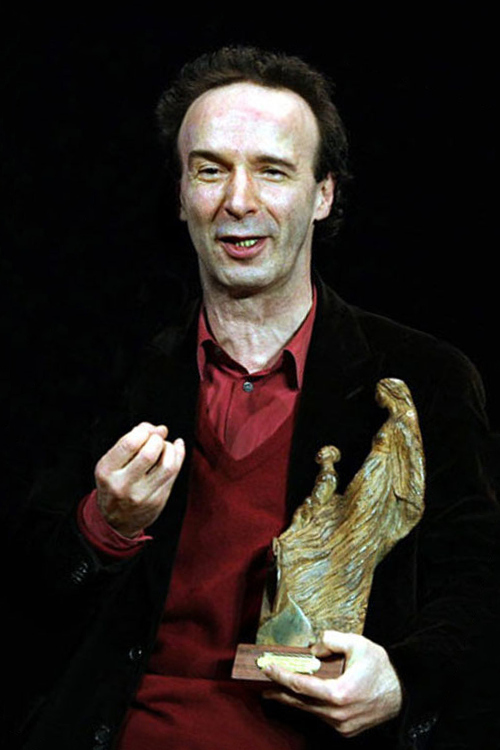
Roberto Benigni fue el ganador del Óscar al mejor actor por La vida es bella.

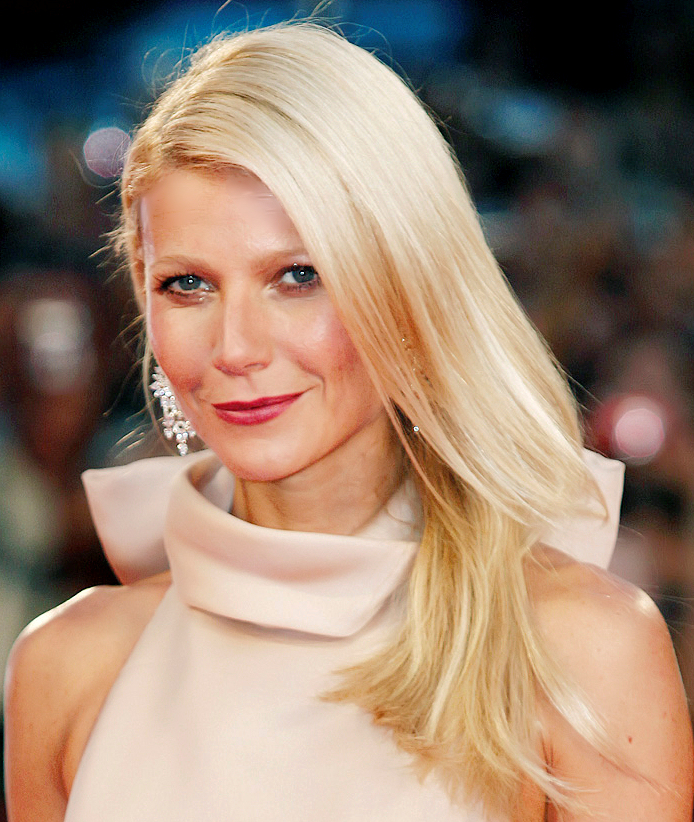
Gwyneth Paltrow fue la ganadora del Óscar a mejor actriz por Shakespeare in Love.

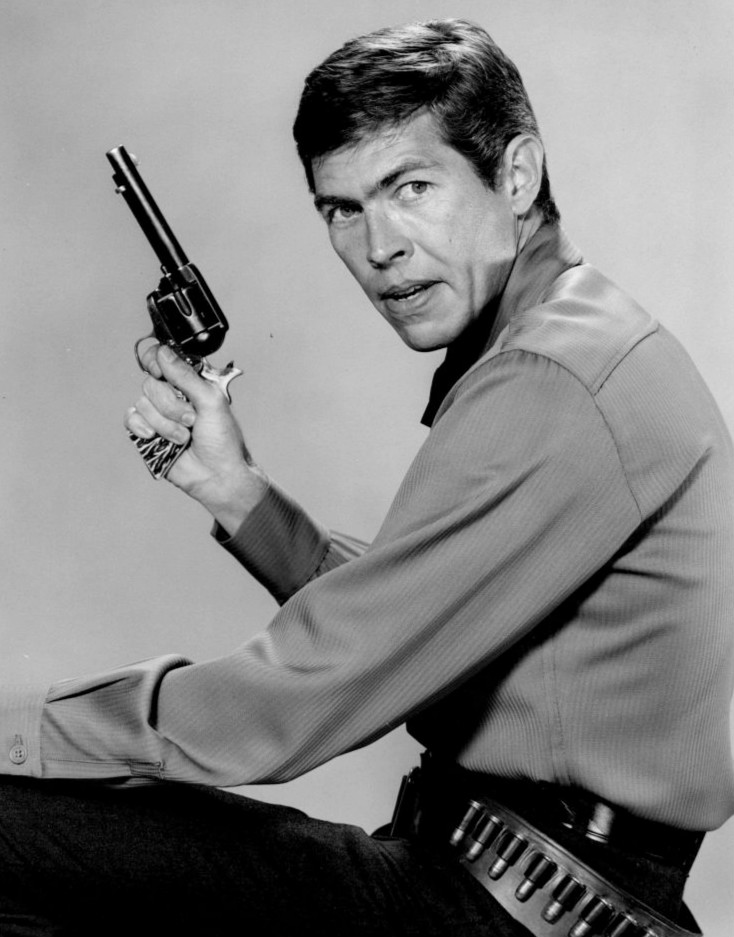
James Coburn fue el ganador del Óscar a mejor actor de reparto por Affliction.

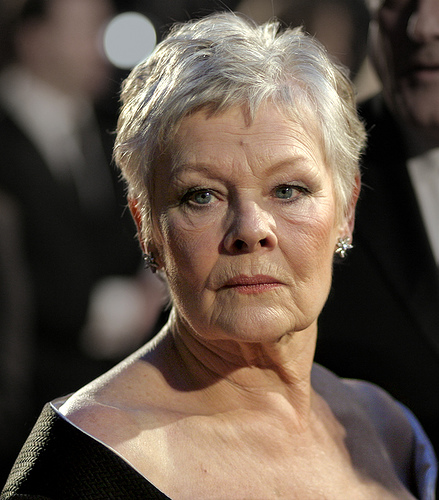
Judi Dench fue la ganadora del Óscar a la mejor actriz de reparto por Shakespeare in Love.

Indica el ganador dentro de cada categoría.
| Mejor película Presentado por: Harrison Ford | Mejor director Presentado por: Kevin Costner |
| --- | --- |
| Shakespeare in Love — Donna Gigliotti, David Parfitt, Harvey Weinstein, Edward Zwick y Marc Norman | Steven Spielberg — Saving Private Ryan |
| - Elizabeth — Alison Owen, Eric Fellner y Tim Bevan - La vita è bella (La vida es bella) — Elda Ferri y Gianluigi Braschi - The Thin Red Line (La delgada línea roja) — Robert Michael Geisler, Grant Hill y John Roberdeau - Saving Private Ryan (Salvar al soldado Ryan) — Steven Spielberg, Ian Bryce, Mark Gordon y Gary Levinsohn                                                                                       | - Roberto Benigni — La vita è bella (La vida es bella) - John Madden — Shakespeare in Love - Terrence Malick — The Thin Red Line (La delgada línea roja) - Peter Weir — The Truman Show (El show de Truman) |
| Mejor actor Presentado por: Helen Hunt | Mejor actriz Presentado por: Jack Nicholson |
| Roberto Benigni — La vita è bella (La vida es bella)como Guido Orefice | Gwyneth Paltrow — Shakespeare in Love como Viola de Lesseps |
| - Tom Hanks — Saving Private Ryan (Salvar al soldado Ryan) como Capitán John Miller - Ian McKellen — [Gods and Monsters (Dioses y monstruos) como James Whale - Nick Nolte — Affliction como Wade Whitehouse - Edward Norton — American History X como Derek Vinyard | - Cate Blanchett — Elizabeth como Isabel I de Inglaterra - Fernanda Montenegro — Central do Brasil (Estación central de Brasil) como Isadora "Dora" Teixeira - Meryl Streep — One True Thing (Cosas que importan) como Kate Gulden - Emily Watson — Hilary and Jackie (Hilary y Jackie) como Jacqueline du Pré |
| Mejor actor de reparto Presentado por: Kim Basinger | Mejor actriz de reparto Presentado por: Robin Williams |
| James Coburn — Afflictioncomo Glen Whitehouse | Judi Dench — Shakespeare in Love como Isabel I de Inglaterra |
| - Robert Duvall — A Civil Action (Acción civil) como Jerome Facher - Ed Harris — The Truman Show (El show de Truman) como Christof - Geoffrey Rush — Shakespeare in Love como Philip Henslowe - Billy Bob Thornton — A Simple Plan (Un plan sencillo) como Jacob Mitchell | - Kathy Bates — Primary Colors como Libby Holden - Brenda Blethyn — Little Voice como Mari Hoff - Rachel Griffiths — Hilary and Jackie (Hilary y Jackie) como Hilary du Pré - Lynn Redgrave — [Gods and Monsters (Dioses y monstruos) como Hanna |
| Mejor guion original Presentado por: Steve Martin y Goldie Hawn | Mejor guion adaptado Presentado por: Steve Martin y Goldie Hawn |
| Shakespeare in Love — Marc Norman y Tom Stoppard. | [Gods and Monsters (Dioses y monstruos) — Bill Condon basado en El padre de Frankenstein por Christopher Bram |
| - Bulworth — Warren Beatty y Jeremy Pikser - La vita è bella (La vida es bella) — Vincenzo Cerami y Roberto Benigni - Saving Private Ryan (Salvar al soldado Ryan) — Robert Rodat - The Truman Show (El show de Truman) — Andrew Niccol | - A Simple Plan (Un plan sencillo) — Scott B. Smith basado en A Simple Plan por Scott B. Smith - The Thin Red Line (La delgada línea roja) — Terrence Malick basado en The Thin Red Line de James Jones - Out of Sight (Un romance muy peligroso) — Scott Frank basado en Tu ganas, Jack por Elmore Leonard - Primary Colors — Elaine May basado en Primary Colors por Joe Klein |
| Mejor película extranjera (de habla no inglesa) Presentado por: Sophia Loren | Mejor canción original Presentado por: Jennifer Lopez |
| La vita è bella (La vida es bella) (Italia) en italiano — Roberto Benigni | «When You Believe» — The Prince of Egypt (El príncipe de Egipto); Música y Letra por Stephen Schwartz |
| - Bacheha-Ye aseman (Niños del paraíso) (Irán) en persa — Majid Majidi - Central do Brasil (Estación central de Brasil) (Brasil) en portugués — Walter Salles - El abuelo (España) en español — José Luis Garci - Tango, no me dejes nunca (Argentina) en español — Carlos Saura | - «A Soft Place to Fall» — The Horse Whisperer (El hombre que susurraba a los caballos); Música y Letra por Allison Moorer y Gwil Owen - «I Don't Want to Miss a Thing» — Armageddon; Música y Letra por Diane Warren. - «That'll Do» — Babe: Pig in the City (Babe, el cerdito en la ciudad); Música y Letra por Randy Newman. - «The Prayer» — Quest for Camelot (La espada mágica: En busca de Camelot); Música por Carole Bayer Sager y David Foster; Letra por Carole Bayer Sager, David Foster, Tony Renis y Alberto Testa |
| Mejor documental largo Presentado por: Matt Damon y Ben Affleck | Mejor documental corto Presentado por: Matt Damon y Ben Affleck |
| The Last Days — James Moll y Ken Lipper | The Personals — Keiko Ibi |
| - Dancemaker — Matthew Diamond y Jerry Kupfer - Lenny Bruce: Swear to Tell the Truth — Robert B. Weide - Regret to Inform — Barbara Sonneborn y Janet Cole - The Farm: Angola, USA — Jonathan Stack y Liz Garbus | - A Place in the Land — Charles Guggenheim - Sunrise Over Tiananmen Square — Shui-Bo Wang y Donald McWilliams |
| Mejor cortometraje Presentado por: Brendan Fraser | Mejor cortometraje animado Presentado por: Brendan Fraser |
| Election Night — Kim Magnusson y Anders Thomas Jensen | Bunny — Chris Wedge |
| - Culture — Will Speck y Josh Gordon - Holiday Romance — Alexander Jovy y JJ Keith - La Carte Postale — Vivian Goffette - Victor — Simon Sandquist y Joel Bergvall | - Jolly Roger — Mark Baker - More — Mark Osborne y Steve Kalafer - The Canterbury Tales — Christopher Grace y Jonathan Myerson - When Life Departs — Karsten Kiilerich y Stefan Fjeldmark |
| Mejor banda sonora - Drama Presentado por: Geena Davis | Mejor banda sonora - Comedia o musical Presentado por: Andy Garcia y Andie MacDowell |
| La vita è bella (La vida es bella) — Nicola Piovani | Shakespeare in Love — Stephen Warbeck |
| - Elizabeth — David Hirschfelder - The Thin Red Line (La delgada línea roja) — Hans Zimmer - Pleasantville — Randy Newman - Saving Private Ryan (Salvar al soldado Ryan) — John Williams | - A Bug's Life (Bichos, una aventura en miniatura) — Randy Newman - The Prince of Egypt (El príncipe de Egipto) — Stephen Schwartz y Hans Zimmer - Mulan — Matthew Wilder, David Zippel y Jerry Goldsmith - Patch Adams — Marc Shaiman |
| Mejor edición de sonido Presentado por: Chris Rock | Mejor sonido Presentado por: Anjelica Huston |
| Saving Private Ryan (Salvar al soldado Ryan) — Gary Rydstrom y Richard Hymns | Saving Private Ryan (Salvar al soldado Ryan) — Gary Rydstrom, Gary Summers, Andy Nelson y Ronald Judkins |
| - Armageddon — George Watters II - The Mask of Zorro (La máscara del Zorro) — David McMoyler | - Armageddon — Kevin O'Connell, Greg P. Russell y Keith A. Wester - The Thin Red Line (La delgada línea roja) — Andy Nelson, Anna Behlmer y Paul Brincat - The Mask of Zorro (La máscara del Zorro) — Kevin O'Connell, Greg P. Russell y Pud Cusack - Shakespeare in Love — Robin O'Donoghue, Dominic Lester y Peter Glossop |
| Mejor dirección artística Presentado por: Gwyneth Paltrow | Mejor fotografía Presentado por: Uma Thurman |
| Shakespeare in Love — Dirección artística: Martin Childs; Diseño de decorados: Jill Quertier | Saving Private Ryan (Salvar al soldado Ryan) — Janusz Kaminski |
| - Elizabeth – Dirección artística: John Myhre; Diseño de decorados: Peter Howitt - What dreams may come (Más allá de los sueños) — Dirección artística: Eugenio Zanetti; Diseño de decorados: Cindy Carr - Pleasantville — Dirección artística: Jeannine Oppewall; Diseño de decorados: Jay Hart - Saving Private Ryan (Salvar al soldado Ryan) — Dirección artística: Tom Sanders; Diseño de decorados: Lisa Dean Kavanaugh | - A Civil Action (Acción civil) — Conrad L. Hall - Elizabeth — Remi Adefarasin - The Thin Red Line (La delgada línea roja) — John Toll - Shakespeare in Love — Richard Greatrex |
| Mejor maquillaje Presentado por: Mike Myers | Mejor diseño de vestuario Presentado por: Whoopi Goldberg |
| Elizabeth — Jenny Shircore | Shakespeare in Love — Sandy Powell |
| - Saving Private Ryan (Salvar al soldado Ryan) — Lois Burwell, Conor O'Sullivan y Daniel C. Striepeke - Shakespeare in Love — Lisa Westcott y Veronica Brebner | - Beloved — Colleen Atwood - Elizabeth — Alexandra Byrne - Pleasantville — Judianna Makovsky - Velvet Goldmine — Sandy Powell |
| Mejor montaje Presentado por: Jim Carrey | Mejores efectos visuales Presentado por: Liam Neeson |
| Saving Private Ryan (Salvar al soldado Ryan) — Michael Kahn | What dreams may come (Más allá de los sueños) — Joel Hynek, Nicholas Brooks, Stuart Robertson y Kevin Mack |
| - The Thin Red Line (La delgada línea roja) — Billy Weber, Leslie Jones y Saar Klein - La vita è bella (La vida es bella) — Simona Paggi - Out of Sight (Un romance muy peligroso) — Anne V. Coates - Shakespeare in Love — David Gamble | - Armageddon — Richard R. Hoover, Pat McClung y John Frazier - Mighty Joe Young (Mi gran amigo Joe) — Rick Baker, Hoyt Yeatman, Allen Hall y Jim Mitchell |

### Óscar Honorífico
- Elia Kazan, presentado por Martin Scorsese y Robert De Niro[5]

### Premio Irving Thalberg
- Norman Jewison, presentado por Nicolas Cage[6]

## In Memoriam
Se rindió un especial tributo al cantante y ganador del Óscar Frank Sinatra, quien murió el año anterior.
También se rindió homenaje al Western, y en especial a los actores Gene Autry y Roy Rogers, quienes fallecieron el año anterior.
Steven Spielberg presentó un tributo a Stanley Kubrick, fallecido tan sólo dos semanas antes de la ceremonia.
Además, la academia recuerda a aquellas otras personalidades que fallecieron durante el año anterior: Lloyd Bridges, Linwood G. Dunn (artista de fectos especiales), Lucille Norman, Charles Lang (cinematógrafo), Maidie Norman, Gene Fowley Jr. (editor), Douglas Fowley, Phil Hartman, Josephine Hutchinson, Theresa Merritt, Maureen O'Sullivan, Jerome Robbins (coreógrafo), Ken Barker, William Preston, Joseph Maher, Robert Young, O.Z.Whitehead, Phil Leeds, E. G. Marshall, Akira Kurosawa (director), Roddy McDowall, Jean Marais, Binnie Barnes, Vincent Winter (mánager de producción), Gene Raymond, Dick O'Neill, Alan J. Pakula (director), Freddie Young (cinematógrafo), Norman Fell, Don Taylor (director), John Bloom y Danny Dayton.

## Premios y nominaciones múltiples
| Película                                       | Candidaturas | Premios |
| ---------------------------------------------- | ------------ | ------- |
| Shakespeare in Love                            | 13           | 7       |
| Saving Private Ryan (Salvar al soldado Ryan)   | 11           | 5       |
| La vita è bella (La vida es bella)             | 7            | 3       |
| Elizabeth                                      | 7            | 1       |
| [Gods and Monsters (Dioses y monstruos)        | 3            | 1       |
| Affliction                                     | 2            | 1       |
| What dreams may come (Más allá de los sueños)  | 2            | 1       |
| The Prince of Egypt (El príncipe de Egipto)    | 2            | 1       |
| The Thin Red Line (La delgada línea roja)      | 7            | 0       |
| Armageddon                                     | 4            | 0       |
| The Truman Show (El show de Truman)            | 3            | 0       |
| Pleasantville                                  | 3            | 0       |
| Central do Brasil (Estación central de Brasil) | 2            | 0       |
| Hilary and Jackie (Hilary y Jackie)            | 2            | 0       |
| A Simple Plan (Un plan sencillo)               | 2            | 0       |
| Primary Colors                                 | 2            | 0       |
| Out of Sight (Un romance muy peligroso)        | 2            | 0       |
| The Mask of Zorro (La máscara del Zorro)       | 2            | 0       |
| A Civil Action (Acción civil)                  | 2            | 0       |